# Rare Cuts and Oddities 1966
Rare Cuts and Oddities 1966 je kompilační album skupiny Grateful Dead. Nahrávky pocházejí z roku 1966. Album obsahuje jak studiové tak i koncertní nahrávky a vyšlo v roce 2005.

## Data nahrání
- Skladby 1-6 a 10 – první polovina roku 1966 (studiové nahrávky)
- Skladby 7-8 – 2. březen 1966 (studiové nahrávky)
- Skladba 9 – druhá polovina roku 1966 (studiové nahrávky)
- Skladby 11-13 – únor-březen (koncertní nahrávky)
- Skladby 14-15 – 3. červenec 1966; Fillmore Auditorium, San Francisco (koncertní nahrávky)
- Skladby 16-18 – 12. březen 1966; Danish Center, Los Angeles (koncertní nahrávky)

## Seznam skladeb
| Pořadí | Název                               | Autor                                                               | Délka |
| ------ | ----------------------------------- | ------------------------------------------------------------------- | ----- |
| 1.     | Walking the Dog                     | Rufus Thomas                                                        | 5:38  |
| 2.     | You See a Broken Heart              | McKernan                                                            | 2:50  |
| 3.     | Promised Land                       | Chuck Berry                                                         | 2:31  |
| 4.     | Good Lovin'                         | Artie Resnick, Rudy Clark                                           | 2:41  |
| 5.     | Standing on the Corner              | Grateful Dead                                                       | 2:55  |
| 6.     | Cream Puff War                      | Jerry Garcia                                                        | 3:37  |
| 7.     | Betty and Dupree                    | trad., arr. Grateful Dead                                           | 5:35  |
| 8.     | Stealin'                            | Gus Cannon                                                          | 2:53  |
| 9.     | Silver Threads and Golden Needles   | Dick Reynolds, Jack Rhodes                                          | 3:00  |
| 10.    | Not Fade Away                       | Buddy Holly, Norman Petty                                           | 3:51  |
| 11.    | Big Railroad Blues                  | Noah Lewis                                                          | 3:10  |
| 12.    | Sick and Tired                      | Dave Bartholomew, Chris Kenner                                      | 3:19  |
| 13.    | Empty Heart                         | Mick Jagger, Brian Jones, Keith Richards, Charlie Watts, Bill Wyman | 6:18  |
| 14.    | Gangster of Love                    | Johnny „Guitar“ Watson                                              | 4:35  |
| 15.    | Don't Mess Up a Good Thing          | Oliver Sain                                                         | 2:56  |
| 16.    | Hey Little One                      | Dorsey Burnette, Barry De Vorzon                                    | 5:02  |
| 17.    | I'm a King Bee                      | Slim Harpo                                                          | 6:01  |
| 18.    | Caution (Do Not Stop on the Tracks) | Grateful Dead                                                       | 9:18  |

## Sestava
- Jerry Garcia – sólová kytara, zpěv
- Bob Weir – rytmická kytara, zpěv
- Phil Lesh – basová kytara, zpěv
- Ron „Pigpen“ McKernan – harmonika, varhany, zpěv
- Bill Kreutzman – bicí